# Tiberij Silwaschi
Tiberij Jossypowytsch Silwaschi (ukrainisch Тіберій Йосипович Сільваші; * 13. Juni 1947 in Mukatschewo) ist ein ukrainischer abstrakter Maler. Er ist Preisträger des Taras-Schewtschenko-Preises vom Jahr 2022.

## Leben und Wirken
Tiberij Silwaschi studierte von 1965 bis 1972 an der Nationalen Akademie der Bildenden Künste und Architektur in Kiew, seit 1978 ist er Mitglied der Nationalen Union der Künstler der Ukraine. Silwaschi lebt und arbeitet in Kiew, viele seiner Werke befinden sich in öffentlichen und privaten Sammlungen in München, Wien, New York und anderen Städten in Europa und den USA.
Gruppenausstellungen im Ausland (Auswahl)
- 2023: Heroik Der Gleichgültigkeit, Diehl, Charlottenburg, Berlin, Deutschland[1]
- 2022: Five artists from Ukraine: Out of the Depths... , Diehl, Charlottenburg, Berlin, Deutschland[2][3]
- 2022: Unfolding Landscapes, Cilceborg,- Tour 19.07.–19.09.22, Museum of Art & History, Brüssel, Dänemark[4]
- 2021: Painting in Excess: Kyiv's Art Revival, 1985–1993., Zimmerli Art Museum at Rutgers University, USA[5]

Im August 2022 wurde sein Tagebuch über die ersten Wochen des Russischen Überfalls auf die Ukraine veröffentlicht.